# Geraniums (Hassam)
Geraniums is een olieverfschilderij van de Amerikaanse kunstschilder Childe Hassam uit 1888. Het toont een door bloemen omgeven terras met op de achtergrond de vrouw van de kunstenaar, geschilderd in een impressionistische stijl. Het behoort tot de collectie van het museum The Hyde Collection te Glens Falls, New York.

## Context
In 1886 vertrok Hassam vanuit Boston naar Parijs, samen met zijn vrouw Maud, met wie hij in 1884 was getrouwd. Hij zou er drie jaar blijven wonen, studeren en werken. In de zomers van 1888 en 1889 verbleef hij echter op een landgoed in het dorpje Villiers-le-Bel, even ten noorden van Parijs. Hij was daar op uitnodiging van de Duitse zakenman Blumenthal, die getrouwd was met de dochter van kunstschilder Thomas Couture en bevriend was met zijn vrouw. Het landgoed van de Blumenthals, dat eerder behoorde aan Couture, bezat een enorme Franse tuin, met diverse terrassen, aangelegde bloemenperken, strakke heggetjes en kronkelende wandelpaadjes. Deze tuin inspireerde Hassam tot het schilderen van diverse tuintaferelen en bloemenschilderijen, vrijwel steeds met vrouwfiguren, veelal met zijn vrouw, duidelijk beïnvloed door Claude Monet. Geraniums uit 1888 is daarvan een van de meest sprekende voorbeelden.

## Afbeelding
In Hassams "Geraniums" zijn het in eerste instantie de felrode bloemen die de aandacht trekken, vanuit acht aardewerken potten, geplaatst op een plantenrek voor een terrasmuurtje, waarop nog enkele grotere bloempotten staan. Rechts staat een oleander in pot. Op de voorgrond zijn twee gieters te zien.
Enigszins verholen op de achtergrond zien we een jonge vrouw die geconcentreerd bezig lijkt met een handwerkje. De toevoeging van de figuur als secondair thema zorgt voor een intieme nuance. Van Hassam is bekend dat hij in deze periode vaak zijn vrouw Maud als model gebruikte, hoewel dat niet altijd met zekerheid kan worden vastgesteld. Met betrekking tot Geraniums schreef Hassam echter expliciet in zijn memoires dat het hier gaat om "Mrs. Hassam, zittend in de schaduw van een zonnescherm". Het zonnescherm zelf is overigens niet zichtbaar.
De aandacht voor de weelderige bloemenpracht in het werk refereert duidelijk aan de invloed van Monet. Hassam zwakte zijn kleurenpalet echter bewust af, gebruikte waterverfachtige tonen en een dunnere, fijne verfopbreng. Ook de profielweergave van zijn vrouw is opvallend delicaat uitgewerkt. De lichteffecten variëren op diverse plaatsen subtiel van volledige schaduw naar zonlicht. De verfijnde stijl wordt gecombineerd met de woeligheid van de talloze onderscheiden elementen: kleurige bloemen, ruwe potten, een glad terras met zonnevlekken, contrasterende muren op de achtergrond en onopvallend daar tussenin de menselijke figuur. Die verfijnde drukte zou typerend worden voor het Amerikaans impressionisme, waarvan hij een van de belangrijkste wegbereiders zou worden.
Geraniums werd in 1888 door Hassam geëxposeerd op de Parijse salon. Sinds 1971 bevindt het werk zich in The Hyde Collection, een museum in Glens Falls, New York, ontstaan uit de privécollectie van het verzamelaarsechtpaar Louis Hyde (1866-1934) en zijn vrouw Charlotte (1867-1963), gevestigd in hun voormalige landhuis.

## Andere werken, zelfde terras, Villeirs-le-Bel, 1888
Hassam zou zijn hele carrière lang een voorkeur aan de dag leggen voor het schilderen van series. Het hier besproken Geraniums maakt deel uit van een reeks werken uit de zomer van 1888 met hetzelfde door bloemen omgeven terras als plaats van handeling. Ook in 1889 zou hij in dezelfde tuin nog meerdere werken schilderen. Begin jaren 1890 zou hij opnieuw een reeks vergelijkbare doeken maken in de tuin van schrijfster Celia Thaxter (1835-1894).

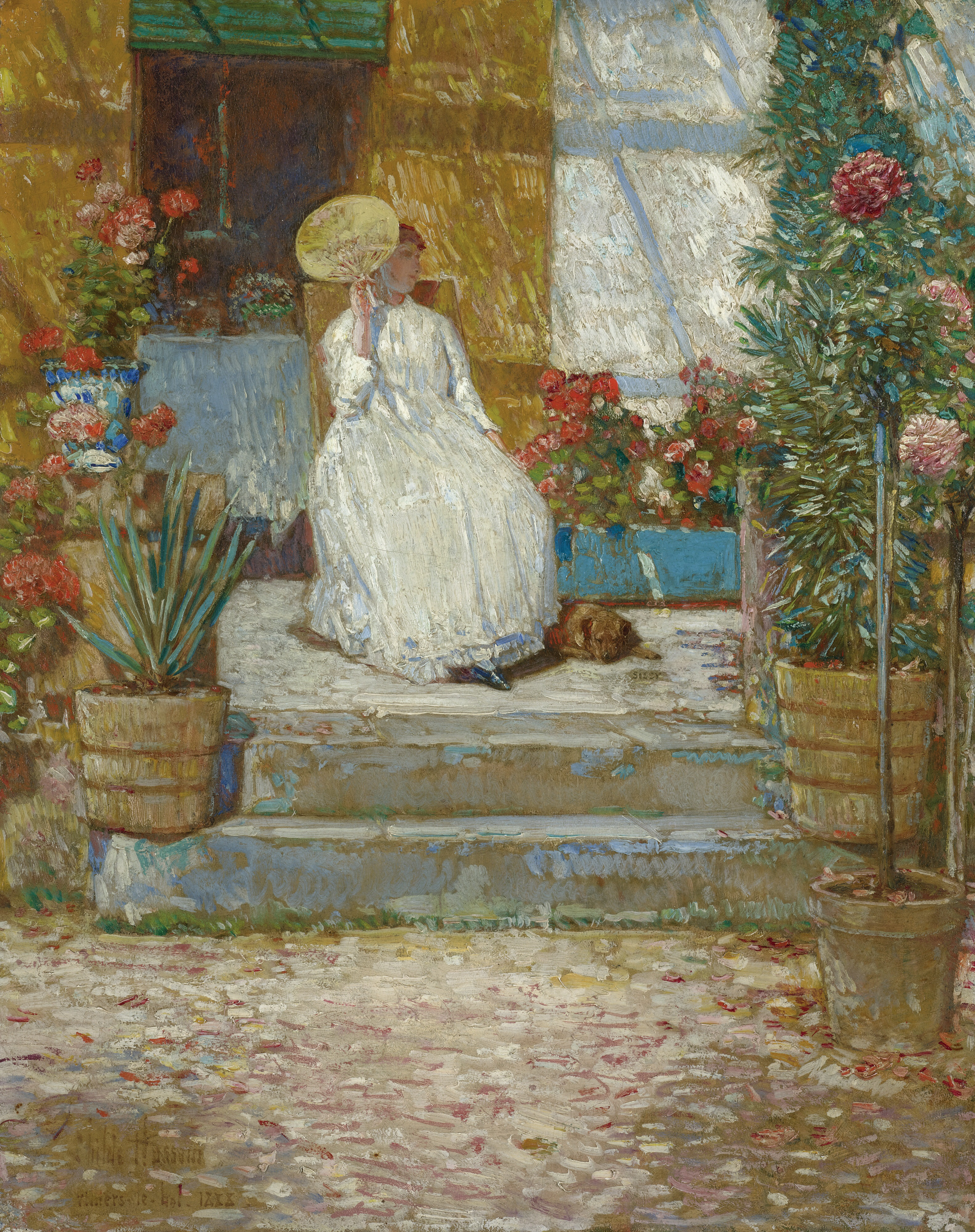
In the Sun
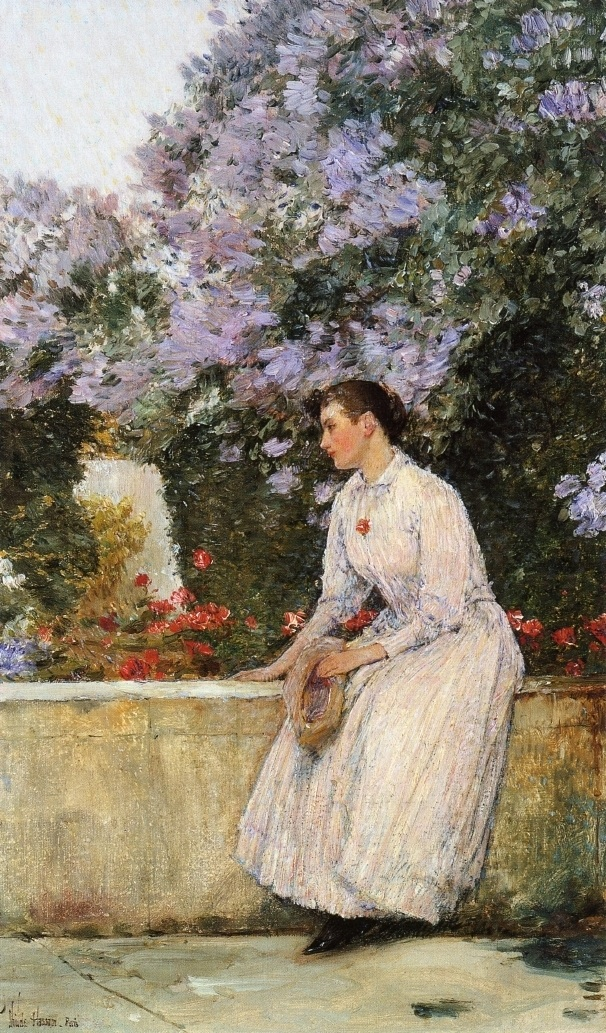
In the Garden
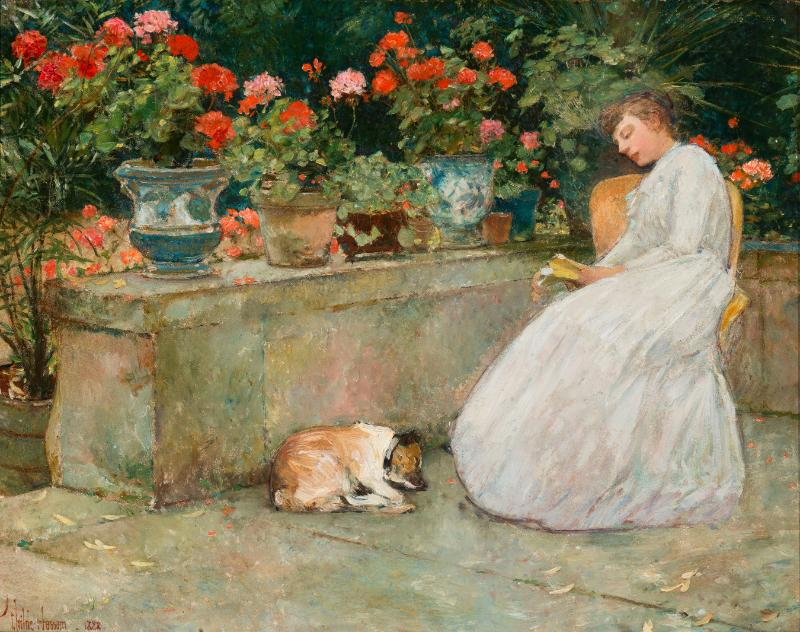
Reading in the garden
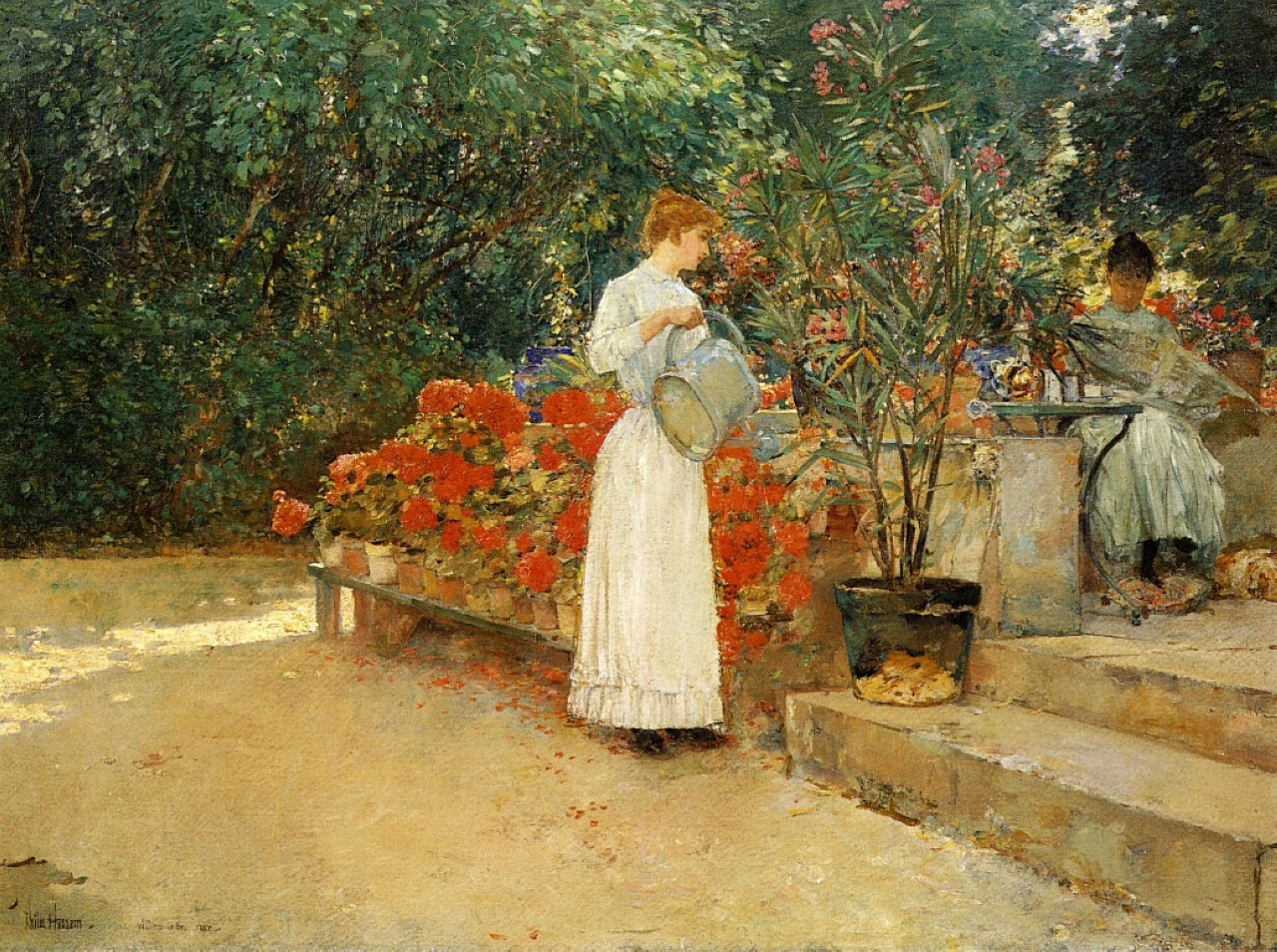
After Breakfast, 1888, hetzelfde terras vanaf een andere hoek
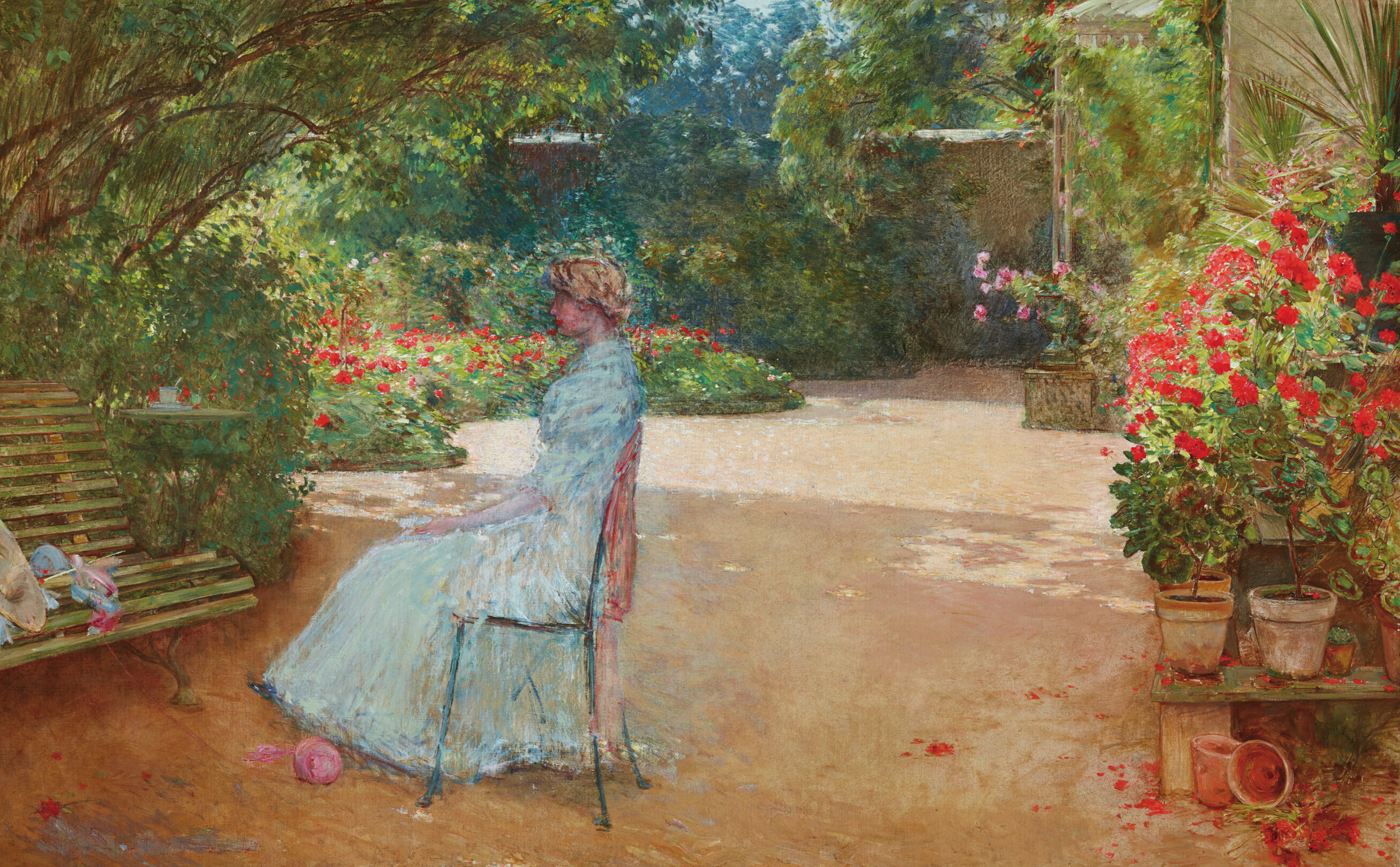
In a garden, Villiers-le-Bel